# Henrietta Pelham
Henrietta Pelham (1 de agosto de 1730 — Bristol, 31 de agosto de 1768) foi uma nobre britânica. Ela foi senhora Abergavenny pelo seu segundo casamento com o barão George Neville, futuro conde de Abergavenny.

## Família
Henrietta foi a única filha e segunda criança nascida de Thomas Pelham, um membro do Parlamento e de Annetta Bridges. Os seus avós paternos eram Henry Pelham e Frances Bines. Os seus avós maternos eram George Bridges e Annetta.
Seu irmão mais novo era Thomas Pelham, 1.° Conde de Chichester, marido de Anne Frankland.

## Biografia
Henrietta foi batizada na Igreja de Santa Ana, na Cidade de Westminster, em Londres, em 22 de agosto de 1730.
Aos dezessete anos, ela casou-se com Richard Temple, um membro do Parlamento que vivia em Romsey, no condado de Hampshire. Ele era filho de Henry Temple, 1.° Visconde Palmerston e de Anna Houblon.
Ele morreu em alguma data anterior a 1753, e o casal não teve filhos.
Henrietta casou-se pela segunda vez, aos vinte e dois anos de idade, com o barão George Neville, de vinte e seis anos, em 5 de fevereiro de 1753, na vila de Stanmer, em East Sussex. George era filho de William Neville, 14.° Barão Abergavenny e de Katharine Tatton.
O casal teve três filhos, dois meninos e uma menina.
Pelo casamento, ela passou a ser conhecida como senhora Abergavenny. Porém, morreu antes de seu marido adquirir o título de primeiro conde de Abergavenny.
Henrietta faleceu aos trinta e oito anos de idade, em Bristol, na data de 31 de agosto de 1768. Foi enterrada em East Grinstead, em Sussex, no 8 de setembro.

## Descendência
- Henry Neville, 2.° Conde de Abergavenny (22 de fevereiro de 1755 – 27 de março de 1843), sucessor do pai. Foi marido de Mary Robinson, com quem teve seis filhos;
- Henrietta Neville (24 de maio de 1756 – 2 de abril de 1833), foi esposa de Sir John Berney, 7.° baronete Berney, de Parkehall, com quem teve um filho;
- George Henry Neville (6 de dezembro de 1760 – 7 de agosto de 1844), foi marido de Caroline Walpole, com quem teve quatro filhos.